# Romano Battisti
Pour les articles homonymes, voir Battisti.
Romano Battisti, né le 21 août 1986 à Priverno, est un rameur italien.

## Biographie
Romano Battisti devient vice-champion olympique aux Jeux olympiques d'été de 2012 à Londres en deux de couple avec Alessio Sartori.
Il est médaillé de bronze en deux de couple aux Jeux méditerranéens de 2018.